# Göynük, Çobanlar
Göynük là một xã thuộc huyện Çobanlar, tỉnh Afyonkarahisar, Thổ Nhĩ Kỳ. Dân số thời điểm năm 2011 là 953 người.